# Bryan Cristante
Bryan Cristante (San Vito al Tagliamento, 3 marzo 1995) è un calciatore italiano con cittadinanza canadese, centrocampista della Roma, di cui è  vice-capitano. Con la nazionale italiana è stato campione d'Europa nel 2021.

## Biografia
Nato da padre canadese d'origine italiana e madre italiana a San Vito al Tagliamento, è cresciuto a San Giovanni di Casarsa della Delizia. I suoi genitori lo hanno chiamato Bryan in onore di Bryan Ferry.
Possiede la doppia cittadinanza: italiana e canadese.

## Caratteristiche tecniche
Cristante è un centrocampista che può essere impiegato da regista, trequartista e mezzala. All'occorrenza può giocare anche difensore centrale, nei moduli che prevedono la difesa a 3 per via della sua capacità di palleggio, impostazione e senso della posizione. Ambidestro, dotato di buona visione di gioco e tecnica, è bravo a verticalizzare e a facilitare la manovra oltre che a inserirsi in fase offensiva. La sua altezza lo rende anche un ottimo colpitore di testa. Dispone anche di una buona forza fisica che lo aiuta a vincere i contrasti. Possiede inoltre un ottimo tiro dalla distanza.

## Carriera

### Club

#### Milan
Ha mosso i primi passi nella SAS Casarsa per poi passare, a 11 anni, all'ASD Liventina Gorghense e infine entrare nel settore giovanile del Milan.
Ha esordito con la prima squadra del Milan il 6 dicembre 2011, a 16 anni e 9 mesi, in una partita di Champions League, conclusasi con il pareggio esterno 2-2 contro il Viktoria Plzeň.
Nella stagione 2013-2014 viene inserito in prima squadra. Esordisce in Serie A il 10 novembre 2013, a 18 anni, nella partita Chievo-Milan (0-0) alla 12ª giornata, mentre nella successiva apparizione del 6 gennaio 2014 gioca titolare e segna il suo primo gol in Serie A nella partita vinta per 3-0 contro l'Atalanta. La sua ultima apparizione con i rossoneri è stata pochi giorni dopo nella sconfitta per 4-3 contro il Sassuolo in cui ha fornito a Mario Balotelli l'assist del provvisorio 2-0 dei rossoneri.

#### Benfica
Il 1º settembre 2014, a 19 anni, viene ceduto a titolo definitivo al Benfica per 6 milioni di euro. Il centrocampista debutta con la maglia della squadra portoghese il 12 settembre successivo, nella vittoria esterna 0-5 contro il Vitória Setúbal. Nella sua prima stagione a Lisbona ottiene 15 presenze totali, di cui 5 in Primeira Liga e 3 in Champions League e il Benfica vince il campionato.

#### Prestiti a Palermo e Pescara
L'8 gennaio 2016 viene ufficializzato il trasferimento in prestito con diritto di riscatto al Palermo.
Esordisce con la nuova maglia il 10 gennaio 2016, nella 19ª giornata di Serie A 2015-2016, entrando all'89º minuto della partita contro il Verona vinta 1-0 in trasferta dai rosanero. Ottiene tuttavia solo 4 presenze fino alla fine del campionato.
Il 27 giugno seguente viene ceduto, sempre in prestito con diritto di riscatto, al Pescara, neopromosso in Serie A. Esordisce con il Pescara il 13 agosto 2016, nella partita Pescara-Frosinone (2-0) valida per il terzo turno della Coppa Italia.

#### Atalanta

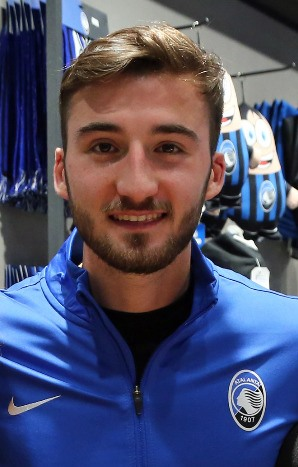
Cristante all'Atalanta nel 2017

Il 27 gennaio 2017 si trasferisce in prestito all'Atalanta, con un'opzione per il prolungamento del prestito per un'altra stagione (e successiva opzione per l'eventuale acquisto nell'estate del 2018 per 4 milioni di euro, da aggiungere alla cifra da pagare per il prolungamento del prestito). Esordisce con gli orobici il successivo 5 febbraio, quando gioca gli ultimi minuti della partita casalinga vinta per 2-0 contro il Cagliari. Alla partita successiva segna la sua prima rete con la nuova squadra nel successo esterno per 3-1 con il Palermo. Con l'allenatore Gian Piero Gasperini realizza 3 gol in 12 presenze, e contribuisce al 4º posto dell'Atalanta in campionato.
La stagione successiva l'Atalanta riscatta Cristante dal Benfica. Viene impiegato come mezzala o trequartista e realizza 3 gol in Europa League e 9 gol in Serie A, per un totale di 12 gol in 47 presenze complessive in tutte le competizioni.

#### Roma

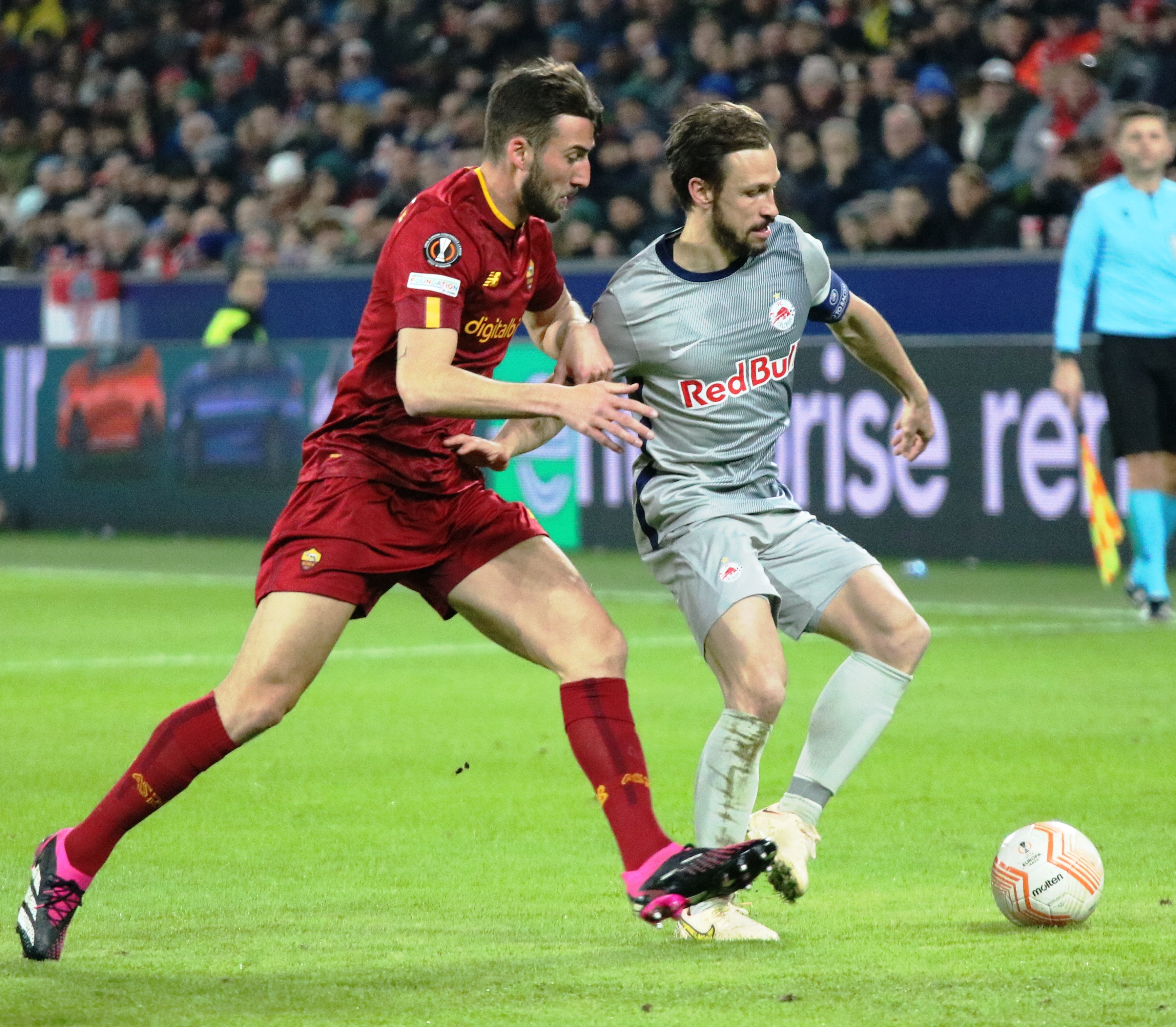
Cristante (a sinistra) con la durante una partita contro il in Europa League nel 2023

L'8 giugno 2018 Cristante viene ceduto alla Roma: l'accordo prevede un prestito annuale oneroso di 5 milioni di euro, un obbligo di riscatto fissato a 15 milioni e circa 10 milioni di bonus. Il giocatore, che firma un contratto fino al 2023, esordisce con la maglia del club capitolino il 19 agosto, a 23 anni, subentrando al posto di El Shaarawy nel corso di Torino-Roma (0-1) alla prima giornata di campionato. Il 16 settembre 2018 trova il primo gol in maglia giallorossa nel pari col Chievo allo stadio Olimpico per 2-2, valevole per la quarta giornata di campionato. Ottiene 44 presenze nella sua prima stagione alla Roma, delle quali 35 in campionato nel quale realizza 4 gol, con un rendimento altalenante.
La stagione successiva trova meno spazio con il neo allenatore Paulo Fonseca, soffrendo la concorrenza nel suo ruolo dei nuovi acquisti Veretout e Diawara, trovando comunque minutaggio in Europa League. Il 7 gennaio 2020 rinnova il suo contratto coi giallorossi fino al 2024. Alla ripresa del campionato dopo il lockdown viene spesso adattato dall'allenatore nel ruolo di difensore centrale.
Nella stagione 2020-2021 è il terzo capitano della squadra, dietro Edin Džeko e Lorenzo Pellegrini, e indossa la fascia in numerose occasioni. In questa stagione gioca prevalentemente da difensore centrale di mezzo nella difesa a tre, complice anche l'assenza di Chris Smalling per gran parte della stagione.
Confermato sotto la guida del nuovo tecnico José Mourinho, il 19 agosto 2021 Cristante debutta in UEFA Conference League, nella vittoria esterna sul Trabzonspor (1-2). Il 26 agosto successivo realizza quindi il suo primo centro nella detta competizione, sempre contro i turchi (3-0). Il 25 maggio 2022 vince con la Roma la Conference League nella finale vinta per 1-0 contro il Feyenoord a Tirana. Chiude una buona stagione con ben 50 presenze stagionali, di cui 34 in campionato.
Nella stagione 2022-2023 si conferma su buoni livelli e perno centrale della squadra giallorossa, con cui raggiunge la finale di Europa League disputata a Budapest e persa contro il Siviglia solamente ai rigori, realizzando però il proprio.
Nel giugno del 2023, prolunga il suo contratto con la Roma fino al 2027. Il 17 dicembre seguente raggiunge le 250 presenze in maglia giallorossa, nella sconfitta esterna per 2-0 contro il Bologna.

### Nazionale

#### Nazionali giovanili
Ha rappresentato le varie giovanili azzurre, a partire dall'Under-16, giocando sino all'Under-20. Nell'agosto 2015 viene convocato per la prima volta in nazionale Under-21 dal CT Luigi Di Biagio, senza tuttavia scendere in campo. Debutta ufficialmente il 10 novembre 2016 nell'amichevole giocata contro l'Inghilterra a Southampton, entrando al 76º di gioco al posto di Benassi.

#### Nazionale maggiore
Il 2 ottobre 2017 viene convocato per la prima volta in nazionale dal CT Gian Piero Ventura. Esordisce il 6 ottobre 2017, a 22 anni, entrando al posto di Roberto Gagliardini nel secondo tempo della partita di qualificazione al Mondiale 2018 contro la Macedonia del Nord (1-1), disputata a Torino.
Il 7 ottobre 2020, in occasione dell'amichevole vinta 6-0 contro la Moldavia, segna il suo primo gol con la maglia della nazionale e nel finale di gara indossa anche la fascia di capitano. Nel giugno 2021 viene inserito dal CT Roberto Mancini nella lista dei 26 convocati per il campionato europeo. Scende in campo da subentrato in sei delle sette partite della manifestazione, compresa la finale di Wembley vinta ai rigori contro l'Inghilterra, laureandosi campione d'Europa.
Il successivo 30 settembre viene inserito tra i 23 convocati per la fase finale della UEFA Nations League, dove l'Italia ottiene il terzo posto.
Nel giugno 2023, per la seconda edizione consecutiva, viene inserito nella lista dei convocati per la fase finale della Nations League, chiusa nuovamente al terzo posto.
Confermato dal nuovo CT Luciano Spalletti, nel giugno 2024 viene convocato per il campionato d'Europa 2024 in Germania, dove scende in campo in tre partite e l’Italia viene eliminata agli ottavi dalla Svizzera.

## Statistiche

### Presenze e reti nei club
Statistiche aggiornate al 25 maggio 2025.
| Stagione        | Squadra         | Campionato      | Campionato | Campionato | Coppe nazionali | Coppe nazionali | Coppe nazionali | Coppe continentali | Coppe continentali | Coppe continentali | Altre coppe | Altre coppe | Altre coppe | Totale | Totale |
| Stagione        | Squadra         | Comp            | Pres       | Reti       | Comp            | Pres            | Reti            | Comp               | Pres               | Reti               | Comp        | Pres        | Reti        | Pres   | Reti   |
| --------------- | --------------- | --------------- | ---------- | ---------- | --------------- | --------------- | --------------- | ------------------ | ------------------ | ------------------ | ----------- | ----------- | ----------- | ------ | ------ |
| 2011-2012       | Milan           | A               | 0          | 0          | CI              | 0               | 0               | UCL                | 1                  | 0                  | SI          | 0           | 0           | 1      | 0      |
| 2012-2013       | Milan           | A               | 0          | 0          | CI              | 0               | 0               | UCL                | 0                  | 0                  | -           | -           | -           | 0      | 0      |
| 2013-2014       | Milan           | A               | 3          | 1          | CI              | 1               | 0               | UCL                | 0                  | 0                  | -           | -           | -           | 4      | 1      |
| Totale Milan    | Totale Milan    | Totale Milan    | 3          | 1          |                 | 1               | 0               |                    | 1                  | 0                  |             | -           | -           | 5      | 1      |
| 2014-2015       | Benfica         | PL              | 5          | 0          | CP+CdL          | 3+4             | 0+1             | UCL                | 3                  | 0                  | SP          | 0           | 0           | 15     | 1      |
| 2015-gen. 2016  | Benfica         | PL              | 2          | 0          | CP+CdL          | 0+1             | 0               | UCL                | 2                  | 0                  | SP          | 0           | 0           | 5      | 0      |
| Totale Benfica  | Totale Benfica  | Totale Benfica  | 7          | 0          |                 | 8               | 1               |                    | 5                  | 0                  |             | 0           | 0           | 20     | 1      |
| gen.-giu. 2016  | Palermo         | A               | 4          | 0          | CI              | -               | -               | -                  | -                  | -                  | -           | -           | -           | 4      | 0      |
| 2016-gen. 2017  | Pescara         | A               | 16         | 0          | CI              | 2               | 0               | -                  | -                  | -                  | -           | -           | -           | 18     | 0      |
| gen.-giu. 2017  | Atalanta        | A               | 12         | 3          | CI              | -               | -               | -                  | -                  | -                  | -           | -           | -           | 12     | 3      |
| 2017-2018       | Atalanta        | A               | 36         | 9          | CI              | 3               | 0               | UEL                | 8                  | 3                  | -           | -           | -           | 47     | 12     |
| Totale Atalanta | Totale Atalanta | Totale Atalanta | 48         | 12         |                 | 3               | 0               |                    | 8                  | 3                  |             | -           | -           | 59     | 15     |
| 2018-2019       | Roma            | A               | 35         | 4          | CI              | 2               | 0               | UCL                | 7                  | 0                  | -           | -           | -           | 44     | 4      |
| 2019-2020       | Roma            | A               | 26         | 1          | CI              | 2               | 0               | UEL                | 5                  | 0                  | -           | -           | -           | 33     | 1      |
| 2020-2021       | Roma            | A               | 34         | 1          | CI              | 1               | 0               | UEL                | 13                 | 1                  | -           | -           | -           | 48     | 2      |
| 2021-2022       | Roma            | A               | 34         | 2          | CI              | 2               | 0               | UECL               | 14                 | 1                  | -           | -           | -           | 50     | 3      |
| 2022-2023       | Roma            | A               | 36         | 1          | CI              | 2               | 0               | UEL                | 15                 | 0                  | -           | -           | -           | 53     | 1      |
| 2023-2024       | Roma            | A               | 37         | 3          | CI              | 2               | 0               | UEL                | 13                 | 1                  | -           | -           | -           | 52     | 4      |
| 2024-2025       | Roma            | A               | 30         | 4          | CI              | 0               | 0               | UEL                | 8                  | 0                  | -           | -           | -           | 38     | 4      |
| 2025-2026       | Roma            | A               | -          | -          | CI              | -               | -               | UEL                | -                  | -                  | -           | -           | -           | -      | -      |
| Totale Roma     | Totale Roma     | Totale Roma     | 232        | 16         |                 | 11              | 0               |                    | 75                 | 3                  |             | -           | -           | 318    | 19     |
| Totale carriera | Totale carriera | Totale carriera | 310        | 29         |                 | 25              | 1               |                    | 89                 | 6                  |             | 0           | 0           | 424    | 36     |

### Cronologia presenze e reti in nazionale
| Cronologia completa delle presenze e delle reti in nazionale ― Italia | Cronologia completa delle presenze e delle reti in nazionale ― Italia | Cronologia completa delle presenze e delle reti in nazionale ― Italia | Cronologia completa delle presenze e delle reti in nazionale ― Italia | Cronologia completa delle presenze e delle reti in nazionale ― Italia | Cronologia completa delle presenze e delle reti in nazionale ― Italia | Cronologia completa delle presenze e delle reti in nazionale ― Italia | Cronologia completa delle presenze e delle reti in nazionale ― Italia |
| Data                                                                  | Città                                                                 | In casa                                                               | Risultato                                                             | Ospiti                                                                | Competizione                                                          | Reti                                                                  | Note                                                                  |
| --------------------------------------------------------------------- | --------------------------------------------------------------------- | --------------------------------------------------------------------- | --------------------------------------------------------------------- | --------------------------------------------------------------------- | --------------------------------------------------------------------- | --------------------------------------------------------------------- | --------------------------------------------------------------------- |
| 6-10-2017                                                             | Torino                                                                | Italia                                                                | 1 – 1                                                                 | Macedonia                                                             | Qual. Mondiali 2018                                                   | -                                                                     | 75’                                                                   |
| 23-3-2018                                                             | Manchester                                                            | Italia                                                                | 0 – 2                                                                 | Argentina                                                             | Amichevole                                                            | -                                                                     | 71’                                                                   |
| 28-5-2018                                                             | San Gallo                                                             | Italia                                                                | 2 – 1                                                                 | Arabia Saudita                                                        | Amichevole                                                            | -                                                                     | 73’                                                                   |
| 1-6-2018                                                              | Nizza                                                                 | Francia                                                               | 3 – 1                                                                 | Italia                                                                | Amichevole                                                            | -                                                                     | 66’                                                                   |
| 4-6-2018                                                              | Torino                                                                | Italia                                                                | 1 – 1                                                                 | Paesi Bassi                                                           | Amichevole                                                            | -                                                                     |                                                                       |
| 10-9-2018                                                             | Lisbona                                                               | Portogallo                                                            | 1 – 0                                                                 | Italia                                                                | UEFA Nations League 2018-2019 - 1º turno                              | -                                                                     | 79’                                                                   |
| 15-10-2019                                                            | Vaduz                                                                 | Liechtenstein                                                         | 0 – 5                                                                 | Italia                                                                | Qual. Euro 2020                                                       | -                                                                     |                                                                       |
| 7-9-2020                                                              | Amsterdam                                                             | Paesi Bassi                                                           | 0 – 1                                                                 | Italia                                                                | UEFA Nations League 2020-2021 - 1º turno                              | -                                                                     | 81’                                                                   |
| 7-10-2020                                                             | Firenze                                                               | Italia                                                                | 6 – 0                                                                 | Moldavia                                                              | Amichevole                                                            | 1                                                                     |                                                                       |
| 28-5-2021                                                             | Cagliari                                                              | Italia                                                                | 7 – 0                                                                 | San Marino                                                            | Amichevole                                                            | -                                                                     |                                                                       |
| 4-6-2021                                                              | Bologna                                                               | Italia                                                                | 4 – 0                                                                 | Rep. Ceca                                                             | Amichevole                                                            | -                                                                     | 63’                                                                   |
| 11-6-2021                                                             | Roma                                                                  | Turchia                                                               | 0 – 3                                                                 | Italia                                                                | Euro 2020 - 1º turno                                                  | -                                                                     | 74’                                                                   |
| 16-6-2021                                                             | Roma                                                                  | Italia                                                                | 3 – 0                                                                 | Svizzera                                                              | Euro 2020 - 1º turno                                                  | -                                                                     | 87’                                                                   |
| 20-6-2021                                                             | Roma                                                                  | Italia                                                                | 1 – 0                                                                 | Galles                                                                | Euro 2020 - 1º turno                                                  | -                                                                     | 75’                                                                   |
| 26-6-2021                                                             | Londra                                                                | Italia                                                                | 2 – 1 dts                                                             | Austria                                                               | Euro 2020 - Ottavi di finale                                          | -                                                                     | 108’                                                                  |
| 2-7-2021                                                              | Monaco di Baviera                                                     | Belgio                                                                | 1 – 2                                                                 | Italia                                                                | Euro 2020 - Quarti di finale                                          | -                                                                     | 74’                                                                   |
| 11-7-2021                                                             | Londra                                                                | Italia                                                                | 1 – 1 dts (3 – 2 dtr)                                                 | Inghilterra                                                           | Euro 2020 - Finale                                                    | -                                                                     | 54’                                                                   |
| 2-9-2021                                                              | Firenze                                                               | Italia                                                                | 1 – 1                                                                 | Bulgaria                                                              | Qual. Mondiali 2022                                                   | -                                                                     | 64’                                                                   |
| 8-9-2021                                                              | Reggio Emilia                                                         | Italia                                                                | 5 – 0                                                                 | Lituania                                                              | Qual. Mondiali 2022                                                   | -                                                                     |                                                                       |
| 10-10-2021                                                            | Torino                                                                | Italia                                                                | 2 – 1                                                                 | Belgio                                                                | UEFA Nations League 2020-2021 - Finale 3º posto                       | -                                                                     | 71’                                                                   |
| 12-11-2021                                                            | Roma                                                                  | Italia                                                                | 1 – 1                                                                 | Svizzera                                                              | Qual. Mondiali 2022                                                   | -                                                                     | 69’                                                                   |
| 15-11-2021                                                            | Belfast                                                               | Irlanda del Nord                                                      | 0 – 0                                                                 | Italia                                                                | Qual. Mondiali 2022                                                   | -                                                                     | 46’                                                                   |
| 29-3-2022                                                             | Konya                                                                 | Turchia                                                               | 2 – 3                                                                 | Italia                                                                | Amichevole                                                            | 1                                                                     | 76’                                                                   |
| 4-6-2022                                                              | Bologna                                                               | Italia                                                                | 1 – 1                                                                 | Germania                                                              | UEFA Nations League 2022-2023 - 1º turno                              | -                                                                     |                                                                       |
| 7-6-2022                                                              | Cesena                                                                | Italia                                                                | 2 – 1                                                                 | Ungheria                                                              | UEFA Nations League 2022-2023 - 1º turno                              | -                                                                     | 90+2’                                                                 |
| 11-6-2022                                                             | Wolverhampton                                                         | Inghilterra                                                           | 0 – 0                                                                 | Italia                                                                | UEFA Nations League 2022-2023 - 1º turno                              | -                                                                     | 87’                                                                   |
| 14-6-2022                                                             | Mönchengladbach                                                       | Germania                                                              | 5 – 2                                                                 | Italia                                                                | UEFA Nations League 2022-2023 - 1º turno                              | -                                                                     |                                                                       |
| 23-9-2022                                                             | Milano                                                                | Italia                                                                | 1 – 0                                                                 | Inghilterra                                                           | UEFA Nations League 2022-2023 - 1º turno                              | -                                                                     |                                                                       |
| 26-9-2022                                                             | Budapest                                                              | Ungheria                                                              | 0 – 2                                                                 | Italia                                                                | UEFA Nations League 2022-2023 - 1º turno                              | -                                                                     |                                                                       |
| 23-3-2023                                                             | Napoli                                                                | Italia                                                                | 1 – 2                                                                 | Inghilterra                                                           | Qual. Euro 2024                                                       | -                                                                     | 62’                                                                   |
| 26-3-2023                                                             | Ta' Qali                                                              | Malta                                                                 | 0 – 2                                                                 | Italia                                                                | Qual. Euro 2024                                                       | -                                                                     |                                                                       |
| 15-6-2023                                                             | Enschede                                                              | Spagna                                                                | 2 – 1                                                                 | Italia                                                                | UEFA Nations League 2022-2023 - Semifinale                            | -                                                                     | 61’                                                                   |
| 18-6-2023                                                             | Enschede                                                              | Paesi Bassi                                                           | 2 – 3                                                                 | Italia                                                                | UEFA Nations League 2022-2023 - Finale 3º posto                       | -                                                                     |                                                                       |
| 9-9-2023                                                              | Skopje                                                                | Macedonia del Nord                                                    | 1 – 1                                                                 | Italia                                                                | Qual. Euro 2024                                                       | -                                                                     |                                                                       |
| 12-9-2023                                                             | Milano                                                                | Italia                                                                | 2 – 1                                                                 | Ucraina                                                               | Qual. Euro 2024                                                       | -                                                                     | 83’                                                                   |
| 17-10-2023                                                            | Londra                                                                | Inghilterra                                                           | 3 – 1                                                                 | Italia                                                                | Qual. Euro 2024                                                       | -                                                                     |                                                                       |
| 17-11-2023                                                            | Roma                                                                  | Italia                                                                | 5 – 2                                                                 | Macedonia del Nord                                                    | Qual. Euro 2024                                                       | -                                                                     | 62’                                                                   |
| 20-11-2023                                                            | Leverkusen                                                            | Ucraina                                                               | 0 – 0                                                                 | Italia                                                                | Qual. Euro 2024                                                       | -                                                                     | 71’                                                                   |
| 4-6-2024                                                              | Bologna                                                               | Italia                                                                | 0 – 0                                                                 | Turchia                                                               | Amichevole                                                            | -                                                                     |                                                                       |
| 9-6-2024                                                              | Empoli                                                                | Italia                                                                | 1 – 0                                                                 | Bosnia ed Erzegovina                                                  | Amichevole                                                            | -                                                                     | 65’                                                                   |
| 15-6-2024                                                             | Dortmund                                                              | Italia                                                                | 2 – 1                                                                 | Albania                                                               | Euro 2024 - 1º turno                                                  | -                                                                     | 77’                                                                   |
| 20-6-2024                                                             | Gelsenkirchen                                                         | Spagna                                                                | 1 – 0                                                                 | Italia                                                                | Euro 2024 - 1º turno                                                  | -                                                                     | 46’                                                                   |
| 29-6-2024                                                             | Berlino                                                               | Svizzera                                                              | 2 – 0                                                                 | Italia                                                                | Euro 2024 - Ottavi di finale                                          | -                                                                     | 75’                                                                   |
| Totale                                                                |                                                                       | Presenze                                                              | 43                                                                    |                                                                       | Reti                                                                  | 2                                                                     |                                                                       |

| Cronologia completa delle presenze e delle reti in nazionale ― Italia under 21 | Cronologia completa delle presenze e delle reti in nazionale ― Italia under 21 | Cronologia completa delle presenze e delle reti in nazionale ― Italia under 21 | Cronologia completa delle presenze e delle reti in nazionale ― Italia under 21 | Cronologia completa delle presenze e delle reti in nazionale ― Italia under 21 | Cronologia completa delle presenze e delle reti in nazionale ― Italia under 21 | Cronologia completa delle presenze e delle reti in nazionale ― Italia under 21 | Cronologia completa delle presenze e delle reti in nazionale ― Italia under 21 |
| Data                                                                           | Città                                                                          | In casa                                                                        | Risultato                                                                      | Ospiti                                                                         | Competizione                                                                   | Reti                                                                           | Note                                                                           |
| ------------------------------------------------------------------------------ | ------------------------------------------------------------------------------ | ------------------------------------------------------------------------------ | ------------------------------------------------------------------------------ | ------------------------------------------------------------------------------ | ------------------------------------------------------------------------------ | ------------------------------------------------------------------------------ | ------------------------------------------------------------------------------ |
| 10-11-2016                                                                     | Southampton                                                                    | Inghilterra under 21                                                           | 3 – 2                                                                          | Italia under 21                                                                | Amichevole                                                                     | -                                                                              | 76’                                                                            |
| 14-11-2016                                                                     | Bergamo                                                                        | Italia under 21                                                                | 0 – 0                                                                          | Danimarca under 21                                                             | Amichevole                                                                     | -                                                                              | 61’ 84’                                                                        |
| Totale                                                                         |                                                                                | Presenze                                                                       | 2                                                                              |                                                                                | Reti                                                                           | 0                                                                              |                                                                                |

| Cronologia completa delle presenze e delle reti in nazionale ― Italia under 20 | Cronologia completa delle presenze e delle reti in nazionale ― Italia under 20 | Cronologia completa delle presenze e delle reti in nazionale ― Italia under 20 | Cronologia completa delle presenze e delle reti in nazionale ― Italia under 20 | Cronologia completa delle presenze e delle reti in nazionale ― Italia under 20 | Cronologia completa delle presenze e delle reti in nazionale ― Italia under 20 | Cronologia completa delle presenze e delle reti in nazionale ― Italia under 20 | Cronologia completa delle presenze e delle reti in nazionale ― Italia under 20 |
| Data                                                                           | Città                                                                          | In casa                                                                        | Risultato                                                                      | Ospiti                                                                         | Competizione                                                                   | Reti                                                                           | Note                                                                           |
| ------------------------------------------------------------------------------ | ------------------------------------------------------------------------------ | ------------------------------------------------------------------------------ | ------------------------------------------------------------------------------ | ------------------------------------------------------------------------------ | ------------------------------------------------------------------------------ | ------------------------------------------------------------------------------ | ------------------------------------------------------------------------------ |
| 9-9-2014                                                                       | Andria                                                                         | Italia under 20                                                                | 1 – 3                                                                          | Polonia under 20                                                               | Torneo Quattro Nazioni                                                         | -                                                                              | cap.                                                                           |
| 26-3-2015                                                                      | Lecco                                                                          | Italia under 20                                                                | 3 – 0                                                                          | Svizzera under 20                                                              | Torneo Quattro Nazioni                                                         | 1                                                                              | 60’                                                                            |
| 31-3-2015                                                                      | Lugano                                                                         | Svizzera under 20                                                              | 0 – 1                                                                          | Italia under 20                                                                | Torneo Quattro Nazioni                                                         | -                                                                              | 55’ 85’                                                                        |
| Totale                                                                         |                                                                                | Presenze                                                                       | 3                                                                              |                                                                                | Reti                                                                           | 1                                                                              |                                                                                |

| Cronologia completa delle presenze e delle reti in nazionale ― Italia under 19 | Cronologia completa delle presenze e delle reti in nazionale ― Italia under 19 | Cronologia completa delle presenze e delle reti in nazionale ― Italia under 19 | Cronologia completa delle presenze e delle reti in nazionale ― Italia under 19 | Cronologia completa delle presenze e delle reti in nazionale ― Italia under 19 | Cronologia completa delle presenze e delle reti in nazionale ― Italia under 19 | Cronologia completa delle presenze e delle reti in nazionale ― Italia under 19 | Cronologia completa delle presenze e delle reti in nazionale ― Italia under 19 |
| Data                                                                           | Città                                                                          | In casa                                                                        | Risultato                                                                      | Ospiti                                                                         | Competizione                                                                   | Reti                                                                           | Note                                                                           |
| ------------------------------------------------------------------------------ | ------------------------------------------------------------------------------ | ------------------------------------------------------------------------------ | ------------------------------------------------------------------------------ | ------------------------------------------------------------------------------ | ------------------------------------------------------------------------------ | ------------------------------------------------------------------------------ | ------------------------------------------------------------------------------ |
| 22-8-2012                                                                      | Costrena                                                                       | Croazia under 19                                                               | 1 – 0                                                                          | Italia under 19                                                                | Amichevole                                                                     | -                                                                              | 82’                                                                            |
| 24-4-2013                                                                      | Manzano                                                                        | Italia under 19                                                                | 5 – 0                                                                          | Kazakistan under 19                                                            | Amichevole                                                                     | 1                                                                              | 46’                                                                            |
| 6-9-2013                                                                       | Francavilla al Mare                                                            | Italia under 19                                                                | 1 – 0                                                                          | Bulgaria under 19                                                              | Amichevole                                                                     | -                                                                              | 80’                                                                            |
| 10-9-2013                                                                      | Alphen aan den Rijn                                                            | Paesi Bassi under 19                                                           | 1 – 1                                                                          | Italia under 19                                                                | Amichevole                                                                     | 1                                                                              |                                                                                |
| 8-10-2013                                                                      | Petah Tikva                                                                    | Italia under 19                                                                | 0 – 2                                                                          | Israele under 19                                                               | Qual. Europeo Under-19 2014                                                    | -                                                                              |                                                                                |
| 10-10-2013                                                                     | Shefayim                                                                       | Italia under 19                                                                | 5 – 0                                                                          | Liechtenstein under 19                                                         | Qual. Europeo Under-19 2014                                                    | 2                                                                              |                                                                                |
| 13-10-2013                                                                     | Shefayim                                                                       | Danimarca under 19                                                             | 0 – 2                                                                          | Italia under 19                                                                | Qual. Europeo Under-19 2014                                                    | -                                                                              |                                                                                |
| 13-11-2013                                                                     | La Louvière                                                                    | Belgio under 19                                                                | 0 – 1                                                                          | Italia under 19                                                                | Amichevole                                                                     | -                                                                              |                                                                                |
| 24-5-2014                                                                      | Sliven                                                                         | Rep. Ceca under 19                                                             | 1 – 0                                                                          | Italia under 19                                                                | Qual. Europeo Under-19 2014                                                    | -                                                                              | 43’ 82’                                                                        |
| 26-5-2014                                                                      | Stara Zagora                                                                   | Italia under 19                                                                | 1 – 3                                                                          | Svezia under 19                                                                | Qual. Europeo Under-19 2014                                                    | -                                                                              | 85’                                                                            |
| 29-5-2014                                                                      | Stara Zagora                                                                   | Bulgaria under 19                                                              | 1 – 1                                                                          | Italia under 19                                                                | Qual. Europeo Under-19 2014                                                    | -                                                                              | 34’                                                                            |
| Totale                                                                         |                                                                                | Presenze                                                                       | 11                                                                             |                                                                                | Reti                                                                           | 4                                                                              |                                                                                |

## Palmarès

### Club

#### Competizioni giovanili
- Torneo di Viareggio: 1

Milan: 2014

#### Competizioni nazionali
- Coppa di Lega portoghese:  1

Benfica: 2014-2015
- Campionato portoghese: 1

Benfica: 2014-2015

#### Competizioni internazionali
- UEFA Conference League: 1

Roma: 2021-2022

### Nazionale
- Campionato d'Europa: 1

Europa 2020

### Individuale
- Golden Boy del Torneo di Viareggio: 1

2013